# Celina Jaitley
Celina Jaitley  (hindi: सेलीना जेटली; panyabí: ਸੇਲੀਨਾ ਜੇਟਲੀ; pashto:  سلینا جیٹلی), nacida el 24 de noviembre de 1981, es una actriz india. Fue coronada Miss India en 2001.

## Juventud
Jaitley nació en Kabul, Afganistán, siendo su padre de origen panyabí indio y su madre afgana. Su padre, V.K. Jaitley, es un coronel retirado del ejército indio, y su madre, Meeta, era una enfermera del ejército indio, además de participante en concursos de belleza en Afganistán. Tiene un hermano que pertenece al ejército indio.

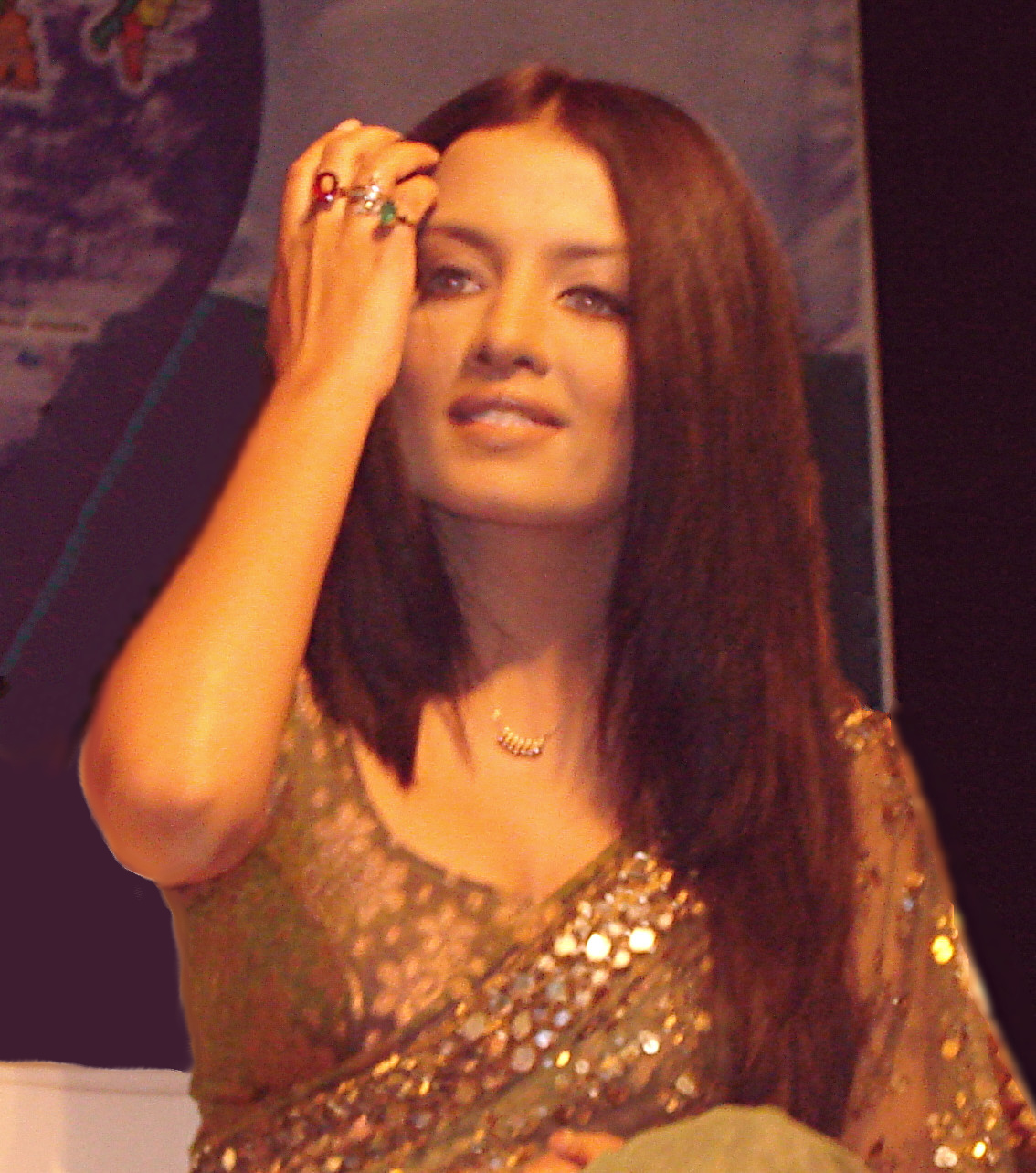
Celina en Los Angeles USA en 2007

Creció en diferentes ciudades, incluyendo Lucknow, donde estudió en la clase XI de la escuela Montessori de la ciudad entre 2003 y 2004, aunque la mayor parte del tiempo lo pasó en Calcuta. Jaitley fue educada en la fe hindú. Ha comentado que de joven también quiso alistarse en el ejército, como médico o como piloto. Estudió en la Indira Gandhi National Open University, donde consiguió un título de comercio.

## Carrera
Jaitley fue finalista del concurso de Miss Universo en 2001. Además de su título de Miss India, CElina ganó los premios Miss Margo Beautiful Skin, el Indiatimes Surfer's Choice y el MTV's Most Wanted.
En 2003, hizo su debut en la industria del cine con Janasheen de Feroz Khan. En 2007 Jaitley voló a Nueva Zelanda para rodar su primera película internacional, Love Has No Language, una comedia romántica. Durante su estancia en Nueva Zelanda hubo un incidente con un acosador que la había seguido desde la India. Jaitley se dijo traumatizada por la experiencia.
Está previsto que Jaitley haga el papel de una princesa persa en la película Quest of Sheherzade, en la que actúa con los actores Sean Connery y Orlando Bloom. La película está basada en Las mil y una noches y será dirigida por Ken Khan. Será su primer trabajo para Hollywood.
Jaitley es una activista a favor de la igualdad de la comunidad LGBT y apoya el movimiento a favor de los derechos LGBT de la India.

## Filmografía
| Año  | Título                            | Papel             | Notas                             |
| ---- | --------------------------------- | ----------------- | --------------------------------- |
| 2003 | Janasheen                         | Jessica Pereira   |                                   |
| 2003 | Khel                              | Saanjh Batra      |                                   |
| 2005 | Silsilay                          | Preeti            |                                   |
| 2005 | No Entry                          | Sanjana Saxena    |                                   |
| 2005 | Suryam                            | Madhu             | Película rodada en idioma telugú. |
| 2006 | Jawani Diwani: A Youthful Joyride | Roma Fernandes    |                                   |
| 2006 | Zinda                             | Nisha Roy         |                                   |
| 2006 | Tom, Dick, and Harry              | Celina            |                                   |
| 2006 | Apna Sapna Money Money            | Saania Badnaam    |                                   |
| 2007 | Red: The Dark Side                | Anahita Saxena    |                                   |
| 2007 | Shakalaka Boom Boom               | Sheena            |                                   |
| 2007 | Heyy Babyy                        | Invitado especial |                                   |
| 2008 | C Kkompany                        |                   |                                   |
| 2008 | Money Hai Toh Honey Hai           | Shruti            |                                   |
| 2008 | Golmaal Returns                   | Meera             |                                   |
| 2009 | Paying Guest                      | Ajay Sharma       | Estreno el 29 de mayo de 2009     |
| 2009 | Unusual Love Story                |                   |                                   |
| 2009 | One Night                         | Anarkali          |                                   |
| 2010 | Quest of Sheherzade               |                   | Prevista                          |
| 2011 | Thank You                         |                   |                                   |